# Новомальтинское муниципальное образование
Новомальтинское сельское поселение — муниципальное образование в Усольском районе Иркутской области.
Административный центр — посёлок Новомальтинск.

## Населённые пункты
В состав сельского поселения входят 2 населённых пунктов:
- посёлок Новомальтинск
- деревня Бадай

## Экономика
На территории сельского поселения находятся предприятия: ОАО «Восточно-Сибирский комбинат строительных материалов», ОАО «Ангарское управление строительства» (новое строительство), ООО «Автомобилист» (удаление и обработка сточных вод), ООО «Универсал» (мебельное производство).
Крестьянские хозяйства: КФК Терещук В. А., КФК Матюха О. Н., ООО «Бадайагропром».

## Социальная сфера
На территории поселения находятся образовательные учреждения: МБОУ Новомальтинская СОШ № 13, МДОУ Детский сад № 4, ОГКУСО «СРЦ для несовершеннолетних Усольского района».
На территории поселения находятся учреждения здравоохранения: МЛПУ «Амбулатория п. Средний» отделение п. Новомальтинск, ФАП д. Бадай.
Учреждения культуры: МКДУ РДК Дом культуры «Маяк», МУК ЦБС Усольского района Библиотека № 2.